# Good Views, Bad News
Good Views, Bad News is het tweede studioalbum van de Amerikaanse punkband Broadway Calls. Het is opgenomen bij de Blasting Room in Fort Collins, Colorado, en geproduceerd door Bill Stevenson en Jason Livermore. De eerste single van het album, "Be All That You Can't Be", werd uitgegeven op 21 juli 2009.

## Nummers
1. "Midnight Hour" - 2:50
2. "Be All That You Can't Be" - 2:57
3. "Election Night" - 3:12
4. "Basement Royalty" - 3:04
5. "To the Sheets" - 2:45
6. "Give Up the Ghost" - 2:56
7. "Sundowners" - 3:09
8. "Tonight Is Alive" - 3:48
9. "Best Year" - 3:39
10. "Wake Up Call" - 2:59
11. "At the End" - 2:50